# Riespach
Riespach je občina v departmaju Haut-Rhin francoske regije Alzacija.
Leta 1990 je v občini živelo 608 oseb oz. 80 oseb/km².